# Лозён, Габриель-Номпар I де Комон
Габриель-Номпар I де Комон (фр. Gabriel-Nompar I de Caumont; 30 апреля 1535 — после 1585), граф де Лозён — французский аристократ.

## Биография
Сын Франсуа Номпара I де Комона, графа де Лозёна, и Шарлотты де Ларошандри.
Маркиз де Пюигильем, виконт де Монбаю, сир де Томбебёф, сеньор де Пюимьело и Вертёй. Сен-Бартелеми, Ла-Перш, Соффиньяк, Виразей, Монтетон, Польяк, Ла-Совта, консеньор Мирамона вместе с королем.
Начинал службу конюшим на королевской конюшне, затем стал штатным дворянином Палаты короля и государственным советником. Был лейтенантом, затем капитаном роты пятидесяти тяжеловооруженных всадников.
21 декабря 1585 был пожалован Генрихом III в рыцари орденов короля. Цепь ордена Святого Духа получил 31 декабря.
По словам Пуллена де Сен-Фуа, Габриель-Номпар, как и его отец, оказывал значительные услуги Жанне д’Альбре, за что она письменно выражала признательность.

## Семья
Жена (контракт 30.03.1560): Шарлотта д’Эстиссак, дочь барона Луи д’Эстиссака и Анны де Дайон. Составила завещание 20 июня 1588, определив наследником старшего сына; младшему сыну Жану оставила 25 тысяч ливров, дочерям Анри и Жанне по 15 тысяч
Дети:
- граф Франсуа Номпар II (ум. после 1623). Жена: Катрин де Грамон, дочь Филибера де Грамона, графа де Гиша, и Дианы д’Андуэн
- Жан, был холост
- Жак, был холост
- Жанна. Муж: барон Франсуа де Фюмель, королевский камергер
- Анри (Henrie). Муж: Шарль-Эли де Кулонж, сеньор де Бурдес. Подарила свои владения племяннице Шарлотте де Фюмель и внучатому племяннику Шарлю-Филиберу де Помпадуру путем транзакции, данной в замке Бурдес 5 января 1632
- Шарлотта-Катрин (20.07.1565—?). Крещена 5 августа 1565 в большой церкви Лозёна Жаком Фрежосом, епископом Ажена; восприемниками при крещении были Карл IX и Екатерина Медичи. Муж: Александр де Кастельно, сеньор де Клермон-Лодев, маркиз де Сезьяк